# Ray Amm
William Raymond Amm (Salisbury, 10 décembre 1927 - Imola, 11 avril 1955) est un pilote de moto rhodésien. 

## Biographie
Il a participé aux Championnats du monde de vitesse moto de 1951 à 1954. 
Amm a remporté six fois le Grand Prix, dont trois victoires au Tourist Trophy de l'île de Man.
Il est décédé en 1955 des suites d'un accident lors d'une course en Italie,,.